# Geoff Bradford
Geoffrey Reginald William "Geoff" Bradford (18. juli 1927 – 30. december 1994) var en engelsk fodboldspiller, der spillede hele sin aktive karriere, fra 1949 til 1964, som angriber hos Bristol Rovers i sin fødeby. Han spillede desuden en kamp for Englands landshold. Landskampen var en venskabskamp mod Danmark i København, som englænderne vandt 5-1, med Bradford som den ene målscorer.